# 民主在美國
《民主在美國》（法語：De la démocratie en Amérique，中國大陸譯作、臺灣譯作）是法國政治思想家、社会歷史學家亞歷西斯·托克維爾最出名的著作。全书以法文写成，共分两卷。第一卷完成于1835年，第二卷完成于1840年。上卷主要介绍美国的社会环境和政治制度，下卷主要介绍民主对美国社会及美国人的影响。
该书是研究美国民主政治体制的經典著作，是政治学、历史学和社会学经典之一。书中对于日后的美国和世界格局做出了多个预测，包括美国因种族问题而分裂（即南北战争）、美国和俄罗斯的崛起等等。

## 写作背景
1831年，法国政府派亞歷西斯·托克維爾和古斯塔夫·德·博蒙到美国研究监狱系统，托克維爾后来在信中写道：他和博蒙利用这个机会来研究美国社会。那年五月，他们到达纽约城并用了8个月游历美国，学习监狱制度，以及收集包括宗教、政治、经济在内的美国社会的各种信息。夏天，4人也简短地访查了加拿大，在当时的下加拿大（如今的魁北克）和上加拿大（如今的安大略）度过了几日。
1832年2月托克维尔和博蒙返回法国之后，在第二年提交了他们的报告《美國的監獄系統及其在法國的應用》(Du système pénitentiaire aux États-Unis et de son application en France)。当第一版出版时，对社会公正怀有同情的博蒙正置身于另一本书《瑪麗亞，或說美國的奴隸制(Marie, ou, L'esclavage aux Etats-Unis，共两卷，1835年）的写作之中，这本社会批判小说描述了一个有道德的社会中的种族隔离以及美国奴隶制度状况。在完成《论美国的民主》之前，托克维尔觉得，博蒙对美国的研究应该更全面和深入。

## 主要内容
在書中托克維爾以他敏銳的觀察力，從一名第三者的角度觀察新大陸的民主制度。他讚揚了民主制度在美國的成功發展，但他同時也對於民主制度下出現多數暴政的可能性提出了警告—他將那稱為是「溫和的暴政」。這本書是托克維爾在19世紀初期以遊歷美國的經驗所寫成的，那時正是美國剛經歷了自由市場革命、西部擴展以及傑克遜民主的快速發展，完全改變了美國生活面貌的時候。托克維爾認為民主可以適當的平衡自由與平等兩者，在照顧個人的同時也顧及社會的發展。托克維爾認為過度的社會平等會導致人與人之間的孤立，造成更多的政府干預以及自由遭到侵蝕。托克維爾也批評了個人主義，他認為人與人之間根基於相同目標的團結合作，能將美國建立為一個更理想的國家，也能因此而建立起一個公民社会，從而避免過度依賴政府的干預。
從柏拉圖的《理想国》和《法律篇》開始，許許多多思想家的一貫主張是：為了避免邪惡和貪婪，私人財產必須被廢除；只有當財產的力量被完全消除後，知識份子精英的「哲學家國王」才能浮現，並對社會進行統治。只有當美德成為唯一的權力基礎時，人類社會才能達成理想的目標。而早期的現代思想家從托马斯·莫尔開始，也採取了柏拉圖對於私人財產的批判姿態。柏拉圖和莫尔都認為財產的平衡和權力的平衡是一致的，如果財產的持有出現不平等，那麼那些擁有財產的人必然也會掌握權力。而18世紀的孟德斯鳩也認同這種觀點，認為只有當財產被平均分配時，真正的美德才能浮現並領導政治。這些思想家都主張社會的平等是一個共和國的必要條件，因為這樣才能保證統治者是最傑出而最優秀的。
托克維爾最初也認同財產平衡等於權力平衡這種觀點，但在《民主在美國》一書裡，托克維爾考察美國所得出的結論卻徹底脫離了這些思想家，成為驚人的轉變。托克維爾起初試著探索為何美國能夠發展的如此繁榮，他見證到了美國社會與老舊的歐洲世界有著顯著的差異，與歐洲相反的是，美國社會將賺取金錢視為是一種最主要的道德，結果使美國的一般百姓得以享受人類史上空前的自尊和自由。在美國社會裡，幾乎所有人都抱持勤勞工作和超越他人的理想，一般百姓從不服從精英的權威，同時激進的個人主義與市場資本主義發展至了前所未見的地步。
托克維爾主張，正是這種獨特的美國精神和道德觀，使得美國脫離了歐洲社會的侷限和牽絆。與歐洲不同的是，前往美國的新移民發現了有廣大而無人居住的土地可以拓墾，所有到達美國的人都可以擁有他們自己的土地、並且獨立經營自己的生活。托克維爾指出，數量稀少的舊精英以及地主貴族的確存在，但他們完全沒有機會抵擋因為廣大土地的所有權而衍生出的資本主義價值觀。在這樣一個開放社會裡，邁向富裕的機會多的數不盡，所有人都開始建立屬於他們自己的世界：勤勞而具創新精神的企業家成為社會的主流。
而這種先天條件也孕育出了美國獨特的政治和社會價值觀，決定了殖民地和後來的地方州會通過的法案。到了18世紀末期，崇尚賺錢、勤勞工作、以及個人主義的民主價值已經支配美國北部，消除了大多數舊世界遺留的貴族及其價值觀。不過，要在美國南部消除這些事物則顯得較為困難，因為奴隸制度產生了地主貴族以及類似於舊世界的從屬關係，這種現象一直要到南北戰爭的戰前時期為止。
托克維爾指出正是這些在北部（以及稍後在南部）出現的資本主義價值觀，超越了舊世界的道德觀和社會機制。立法機構進一步廢止了來自舊世界的長子遺產繼承權和其他遺產繼承的限制，使得土地的所有權得以廣泛的分配。地主精英失去了將所有財產分配給單一長子的特權，因此財富變的更難以鞏固，更多人也因此會努力的替自己的未來奮鬥。
托克維爾主張，在這樣快速民主化的社會裡，人們往往沒有什麼特別「傑出」的道德觀念，而是會希望透過勤勞工作來累積龐大的財富。在托克維爾看來，美國在這種獨特的民族特質上跳脫了傳統的歐洲。在歐洲，沒有人對賺錢有太大的興趣，最底層的社會階級對於賺取足以溫飽以外的財富並不抱希望，而上層階級則認為賺錢是粗鄙的、下流的、而且與他們的貴族身分不相搭配的。托克維爾所指出的這些在文化上的差異也受後來許多思想家和學者所採納，解釋了為何歐洲在19世紀會出現一群穿著豪華服裝、卻走上街頭企圖利用勞工發起階級戰爭和革命的菁英階級；然而在美國，當勞工看到穿著豪華服裝的有錢人時，他們所想的卻是透過更努力工作的方式來累積財富，認為他們只要肯奮鬥和創新，終有一日也可以穿著到更豪華的衣服。
因此這些獨特的美國價值，在許多人看來，便解釋了美国例外主义的成因，同時也能解釋許多美國獨有的神秘現象，例如美國從來沒有像其他西方國家一樣如此徹底的擁抱社會主義。對托克維爾而言，美國與歐洲最大的差異也就是這些獨特的民主價值觀。儘管他最初認同柏拉圖、托马斯·莫尔、和孟德斯鳩所主張的財富平衡才能確保權力平衡的概念，但托克維爾最後得出了完全不同的結論。他主張就如同他對美國的觀察所顯示的，財富的平衡並無法確保統治者便會是最好的人選，事實上結果反而顛倒過來了。廣泛的、而且程序公正的財產所有權成為美國的獨特現象，這不但決定了美國社會的獨特價值觀和精神，同時也能解釋為何美國大眾對於精英文化抱持如此輕視的態度。
托克維爾並指出，除了消除掉一切舊世界的貴族影響外，美國平常百姓也拒絕服從那些擁有較多財富、或擁有較多天資和智慧的人。托克維爾認為，儘管這些知識份子精英都是在美國社會裡正當脫穎而出的，但他們並無法享受與在歐洲一樣程度政治權力。平常的美國百姓享受極大的自主權力，並且拒絕服從精英知識份子的領導。這樣的民主文化促成了一種明顯而獨特的平等觀念，但如同托克維爾主張的，鞏固這種道德觀和精神的根基，也使得美國社會有著平凡庸俗的風氣。
至於那些天生具有道德和天資的人，則無法像在歐洲那樣擁有眾多的權利和地位，而是必須迎合當前美國社會的需求才能生存。托克維爾預言指出，那些擁有最好教育背景和天資的人只有兩種生涯途徑可以選擇，要不就是加入知識份子的小圈圈，替社會所面臨的平凡問題研究解決辦法—這些小圈圈則成為了美國的學術界；又或者，利用他們的天資和才能，從事私人企業的牟利生涯，替自己賺取龐大的財富。托克維爾於《民主在美國》一書裡的最後得出了這個結論，以19世紀初的美國歷史為根基，解釋了美國社會文化和價值觀的本質，並且也解釋了為何美國能發展成熟至今天的面貌。

### 法国研究
- Jean-Louis Benoît, Tocqueville Moraliste, Paris,Honore champion, 2004.
- Arnaud Coutant, Tocqueville et la Constitution democratique, Paris, Mare et Martin, 2008.
- A. Coutant, Une Critique republicaine de la democratie liberale, Paris, Mare et Martin, 2007.
- Laurence Guellec, Tocqueville : l'apprentissage de la liberté, Michalon, 1996.
- Lucien Jaume, Tocqueville, les sources aristocratiques de la liberte, Bayard, 2008.
- Eric Keslassy, le liberalisme de Tocqueville à l'epreuve du paupérisme, L'Harmattan, 2000
- F. Melonio, Tocqueville et les Français, 1993.